# Ляшенко, Геннадий Александрович
Ляшенко, Геннадий Александрович (род. 4 июля 1940 года) — советский и российский архитектор, бывший главный архитектор и начальник главного управления архитектуры администрации Архангельской области, заслуженный архитектор РФ.
Геннадий Ляшенко пробыл на должности главного архитектора Архангельска с 1974-го по 1992-й год. За время его работы город был преобразован в современный город. С одной стороны при нём был составлен перечень его зданий-памятников. Однако многие его критиковали за утрату многих старинных деревянных зданий. В XXI веке много выступал с критикой градостроительной политики властей. 
Один из авторов возведения в 1990 году Соловецких камней в Архангельске и Москве, здания областного архива, Госбанка, Успенский храм, церковь Стефана Пермского в Котласе и ряд других зданий.